# Doumy
Doumy est une commune française, située dans le département des Pyrénées-Atlantiques en région Nouvelle-Aquitaine.

## Géographie

### Localisation
La commune de Doumy se trouve dans le département des Pyrénées-Atlantiques, en région Nouvelle-Aquitaine.
Elle se situe à 19 km par la route de Pau, préfecture du département, et à 9,1 km de Serres-Castet, bureau centralisateur du canton des Terres des Luys et Coteaux du Vic-Bilh dont dépend la commune depuis 2015 pour les élections départementales. 
La commune fait en outre partie du bassin de vie de Pau.
Les communes les plus proches sont : 
Bournos (1,2 km), Viven (1,9 km), Argelos (2,3 km), Aubin (3,2 km), Auga (3,4 km), Astis (3,9 km), Thèze (3,9 km), Caubios-Loos (4,1 km).
Sur le plan historique et culturel, Doumy fait partie de la province du Béarn, qui fut également un État et qui présente une unité historique et culturelle à laquelle s’oppose une diversité frappante de paysages au relief tourmenté.

### Communes limitrophes
Les communes limitrophes sont  Argelos, Bournos, Caubios-Loos, Lonçon, Navailles-Angos, Sauvagnon, Séby et Viven.
| Séby, Lonçon                      | Viven     |                 |
| Bournos                           | Doumy     | Argelos         |
| Caubios-Loos (par un quadripoint) | Sauvagnon | Navailles-Angos |

### Hydrographie

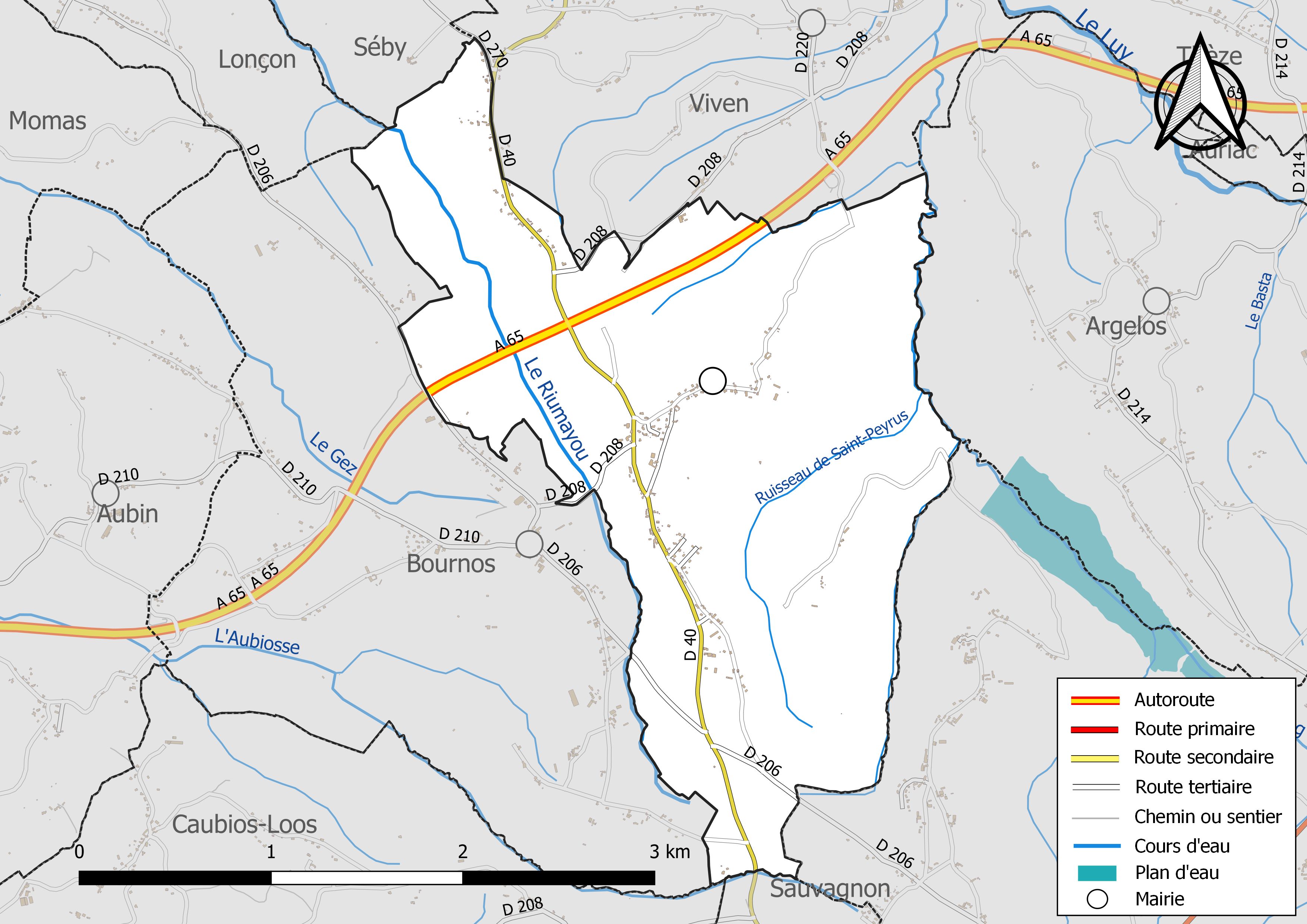
Réseaux hydrographique et routier de Doumy.

La commune est drainée par le Riumayou, le Balaing, le ruisseau de Saint-Peyrus et par divers petits cours d'eau, constituant un réseau hydrographique de 9 km de longueur totale,.
Le Riumayou, d'une longueur totale de 11,4 km, prend sa source dans la commune de Bournos et s'écoule du sud vers le nord. Il traverse la commune et se jette dans le Luy à Louvigny, après avoir traversé 6 communes.

### Climat
Pour des articles plus généraux, voir Climat de la Nouvelle-Aquitaine et Climat des Pyrénées-Atlantiques.
Historiquement, la commune est exposée à un climat de montagne.  
En 2020, Météo-France publie une typologie des climats de la France métropolitaine dans laquelle la commune est toujours exposée à un climat de montagne et est dans la région climatique Pyrénées atlantiques, caractérisée par une pluviométrie élevée (>1 200 mm/an) en toutes saisons, des hivers très doux (7,5 °C en plaine) et des vents faibles.
Pour la période 1971-2000, la température annuelle moyenne est de 13,2 °C, avec une amplitude thermique annuelle de 13,8 °C. Le cumul annuel moyen de précipitations est de 1 148 mm, avec 12 jours de précipitations en janvier et 8,2 jours en juillet. Pour la période 1991-2020, la température moyenne annuelle observée sur la station météorologique la plus proche, située sur la commune d'Uzein à 7 km à vol d'oiseau, est de 13,7 °C et le cumul annuel moyen de précipitations est de 1 093,8 mm,. Pour l'avenir, les paramètres climatiques de la commune estimés pour 2050 selon différents scénarios d'émission de gaz à effet de serre sont consultables sur un site dédié publié par Météo-France en novembre 2022.

### Milieux naturels et biodiversité
Aucun espace naturel présentant un intérêt patrimonial n'est recensé sur la commune dans l'inventaire national du patrimoine naturel,,.

## Urbanisme

### Typologie
Au 1er janvier 2024, Doumy est catégorisée commune rurale à habitat dispersé, selon la nouvelle grille communale de densité à sept niveaux définie par l'Insee en 2022.
Elle est située hors unité urbaine. Par ailleurs la commune fait partie de l'aire d'attraction de Pau, dont elle est une commune de la couronne,. Cette aire, qui regroupe 227 communes, est catégorisée dans les aires de 200 000 à moins de 700 000 habitants,.

### Occupation des sols

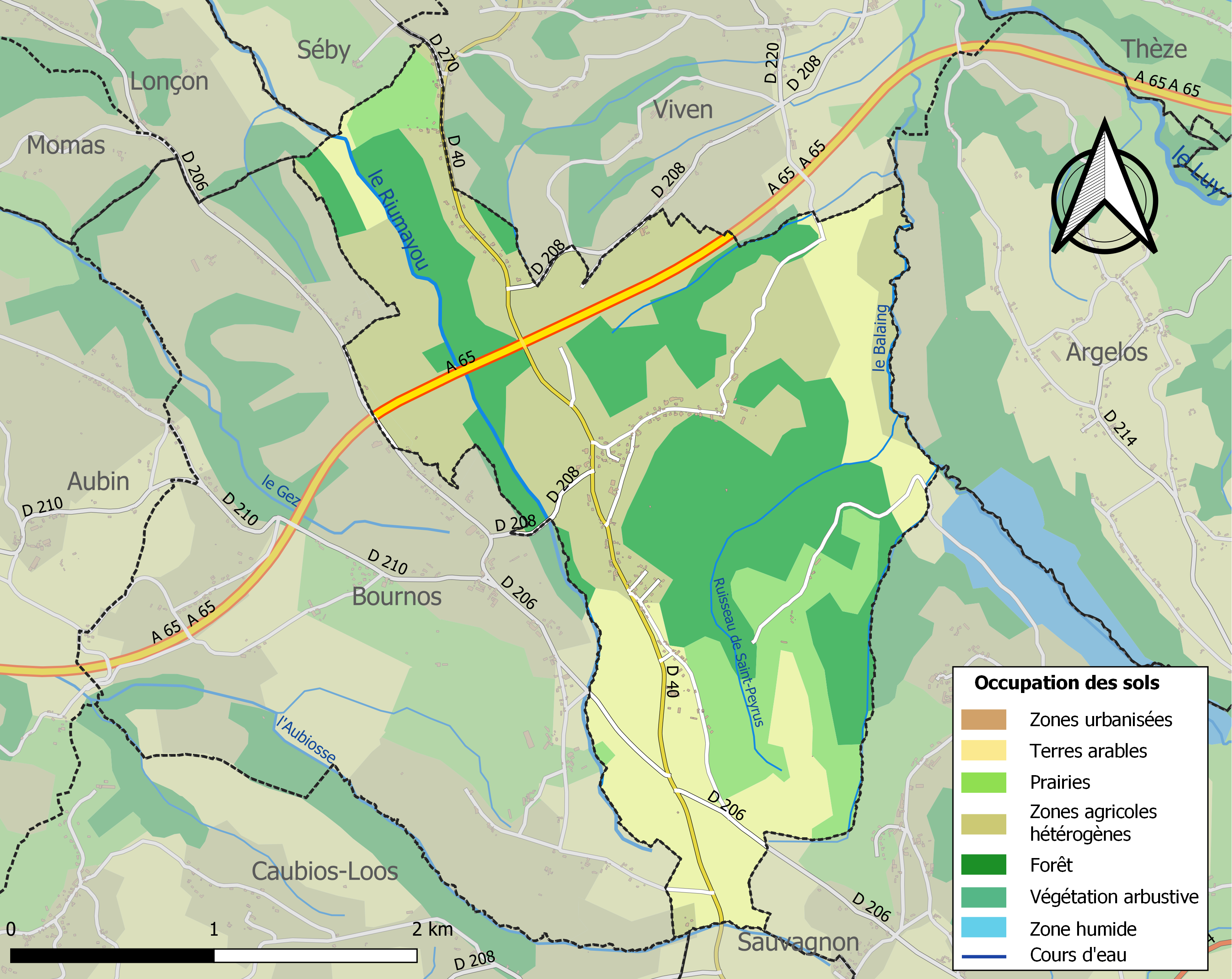
Carte des infrastructures et de l'occupation des sols de la commune en 2018 (CLC).

L'occupation des sols de la commune, telle qu'elle ressort de la base de données européenne d’occupation biophysique des sols Corine Land Cover (CLC), est marquée par l'importance des territoires agricoles (67,9 % en 2018), une proportion sensiblement équivalente à celle de 1990 (67,4 %). La répartition détaillée en 2018 est la suivante : 
zones agricoles hétérogènes (34,7 %), forêts (32,1 %), terres arables (21,8 %), prairies (11,4 %). L'évolution de l’occupation des sols de la commune et de ses infrastructures peut être observée sur les différentes représentations cartographiques du territoire : la carte de Cassini (XVIIIe siècle), la carte d'état-major (1820-1866) et les cartes ou photos aériennes de l'IGN pour la période actuelle (1950 à aujourd'hui).

### Lieux-dits et hameaux
- Broque
- Lasserre
- Planté
- Sainte-Quitterie
- Saint-Peyrus

### Voies de communication et transports
La commune est desservie par la route départementale 40.

### Risques majeurs
Le territoire de la commune de Doumy est vulnérable à différents aléas naturels : météorologiques (tempête, orage, neige, grand froid, canicule ou sécheresse) et séisme (sismicité modérée). Il est également exposé à un risque technologique, la rupture d'un barrage. Un site publié par le BRGM permet d'évaluer simplement et rapidement les risques d'un bien localisé soit par son adresse soit par le numéro de sa parcelle.

#### Risques naturels

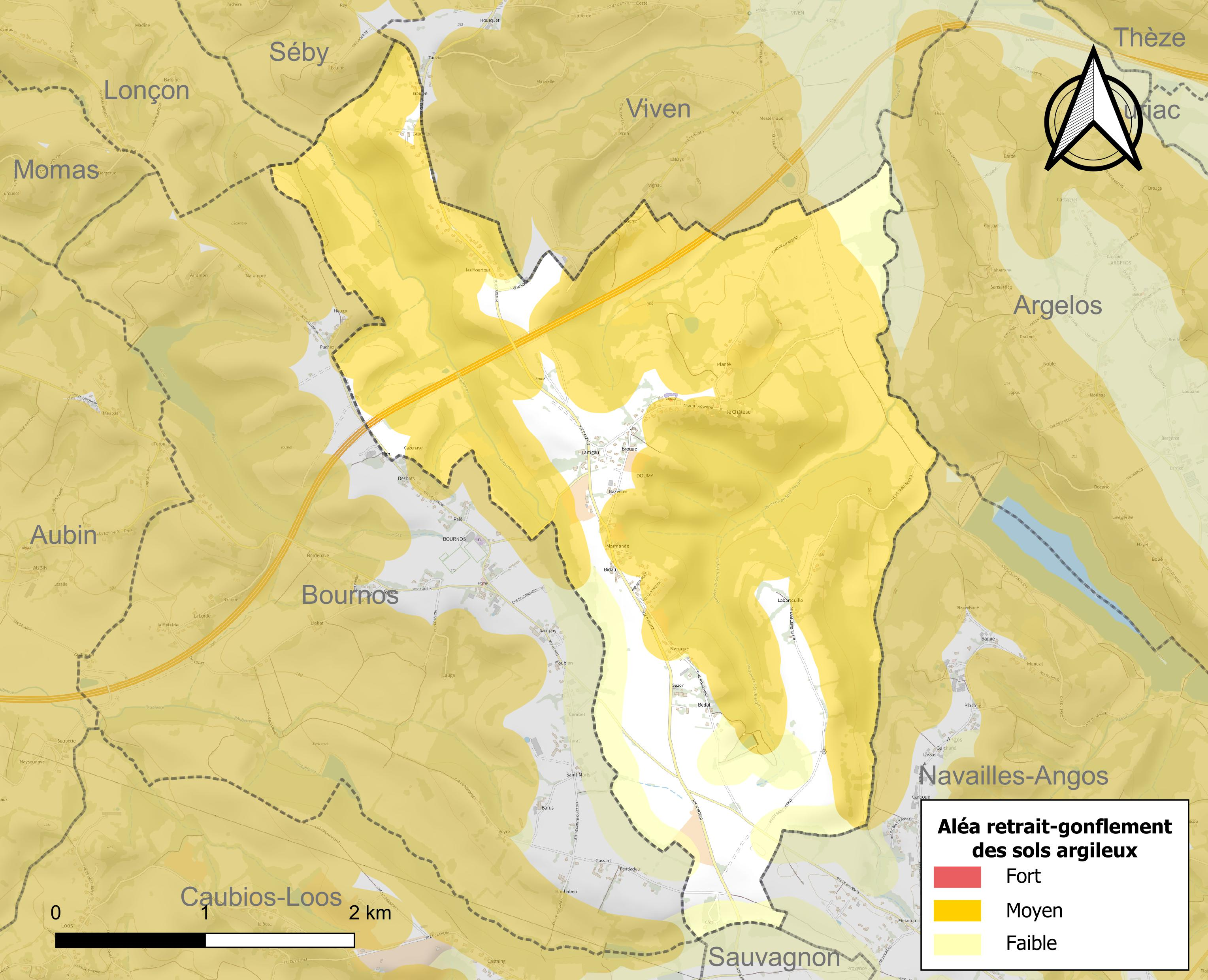
Carte des zones d'aléa retrait-gonflement des sols argileux de Doumy.

Le retrait-gonflement des sols argileux est susceptible d'engendrer des dommages importants aux bâtiments en cas d’alternance de périodes de sécheresse et de pluie. 74,2 % de la superficie communale est en aléa moyen ou fort (59 % au niveau départemental et 48,5 % au niveau national). Depuis le 1er octobre 2020, en application de la loi ELAN, différentes contraintes s'imposent aux vendeurs, maîtres d'ouvrages ou constructeurs de biens situés dans une zone classée en aléa moyen ou fort,.
La commune a été reconnue en état de catastrophe naturelle au titre des dommages causés par les inondations et coulées de boue survenues en 1982 et 2009.

#### Risque technologique
La commune est en outre située en aval de barrages de classe A. À ce titre elle est susceptible d’être touchée par l’onde de submersion consécutive à la rupture de cet ouvrage.

## Toponymie
Le toponyme Doumy est mentionné en 1096 (titres de Barcelone), et apparaît sous les formes Dumi (1154, titres de Barcelone), Domii (XIIe siècle, cartulaire de Lescar), Domium (1270, cartulaire du château de Pau), Dominium (1286, registres de Bordeaux), Domi (XIIIe siècle, fors de Béarn), Sent Miguel de Domi (1487, notaires de Larreule) et Domin (1543, réformation de Béarn).
Le toponyme Saint-Peyrus, hameau de Doumy, apparaît sous les formes Sent-Peyruxs et Sent-Peyruix (1385 pour ces deux formes, censier de Béarn) et Saint-Peireux (XVIIIe siècle, carte de Cassini).
Le toponyme Sainte-Quitterie, chapelle et fontaine (que Paul Raymond donne comme source de l'Aubiosse), apparaît sous la forme 
la chapelle de Sainte-Quitterie (1756, dénombrement d'Uzein).

## Histoire
Paul Raymond note qu'en 1385, Doumy comptait vingt-et-un feux et dépendait du bailliage de Pau. Il y avait sur Saint-Peyrus une abbaye laïque, vassale de la vicomté de Béarn.
Bournos formait avec Doumy la neuvième grande baronnie de Béarn, vassale de la vicomté de Béarn.
Il y est signalé un seigneur dès 1095[réf. nécessaire].
Le château originel du XIe siècle a aujourd'hui disparu. On trouve à présent un château du XVIIIe siècle, dernier siège de la seigneurie et baronnie de Doumy.

## Politique et administration
| Période | Période  | Identité           | Étiquette | Qualité |
| ------- | -------- | ------------------ | --------- | ------- |
| 1971    | 1983     | Jean-Marie Laulhé  |           |         |
|         |          |                    |           |         |
| 1995    | 2014     | Jean-Léon Cazenave |           |         |
| 2014    | En cours | Jean-Marc Desclaux |           |         |

### Intercommunalité
Doumy fait partie de quatre structures intercommunales :
- la communauté de communes des Luys en Béarn ;
- le syndicat d’énergie des Pyrénées-Atlantiques ;
- le syndicat intercommunal d’alimentation en eau potable Luy - Gabas - Lées ;
- le syndicat intercommunal d'Aubin - Auga - Doumy - Bournos.

## Population et société

### Démographie
L'évolution du nombre d'habitants est connue à travers les recensements de la population effectués dans la commune depuis 1793. Pour les communes de moins de 10 000 habitants, une enquête de recensement portant sur toute la population est réalisée tous les cinq ans, les populations de référence des années intermédiaires étant quant à elles estimées par interpolation ou extrapolation. Pour la commune, le premier recensement exhaustif entrant dans le cadre du nouveau dispositif a été réalisé en 2004.

En 2022, la commune comptait 327 habitants, en évolution de +10,1 % par rapport à 2016 (Pyrénées-Atlantiques : +3,78 %, France hors Mayotte : +2,11 %).
| 1793 | 1800 | 1806 | 1821 | 1831 | 1836 | 1841 | 1846 | 1851 |
| ---- | ---- | ---- | ---- | ---- | ---- | ---- | ---- | ---- |
| 215  | 226  | 337  | 317  | 350  | 318  | 336  | 320  | 303  |

| 1856 | 1861 | 1866 | 1872 | 1876 | 1881 | 1886 | 1891 | 1896 |
| ---- | ---- | ---- | ---- | ---- | ---- | ---- | ---- | ---- |
| 305  | 314  | 253  | 240  | 209  | 195  | 197  | 194  | 172  |

| 1901 | 1906 | 1911 | 1921 | 1926 | 1931 | 1936 | 1946 | 1954 |
| ---- | ---- | ---- | ---- | ---- | ---- | ---- | ---- | ---- |
| 180  | 184  | 157  | 145  | 152  | 166  | 140  | 111  | 121  |

| 1962 | 1968 | 1975 | 1982 | 1990 | 1999 | 2004 | 2006 | 2009 |
| ---- | ---- | ---- | ---- | ---- | ---- | ---- | ---- | ---- |
| 123  | 125  | 129  | 152  | 174  | 185  | 234  | 239  | 267  |

| 2014 | 2019 | 2022 | - | - | - | - | - | - |
| ---- | ---- | ---- | - | - | - | - | - | - |
| 295  | 317  | 327  | - | - | - | - | - | - |

Doumy fait partie de l'aire d'attraction de Pau.

## Culture locale et patrimoine
Pour l'Ascension, Doumy reste un lieu de pèlerinage en l'honneur de sainte Quitterie, et de sa source miraculeuse. Autrefois, des fidèles par milliers venaient y puiser l'eau consacrée.
La fête communale a lieu à la Saint-Michel.

### Patrimoine civil
Le château fut édifié aux XIe et XIIe siècles puis remanié au XIXe siècle. On peut y voir deux statues (lions couchés) de la deuxième moitié du XVIIIe siècle.
Doumy présente un ensemble de fermes et de demeures des XVIIe, XVIIIe et XIXe siècles.

### Patrimoine religieux
La chapelle Sainte-Quitterie, au lieu-dit du même nom, date partiellement du XIe siècle tout comme l'église romane Saint-Michel. On y trouve du mobilier référencé par le ministère de la Culture.
L'église Saint-Michel recèle des objets et du mobilier inscrits à l'inventaire général du patrimoine culturel.

## Équipements
Enseignement
Doumy dispose d'une école primaire, qu'elle met en commun avec Bournos, Auga et Aubin au sein d'un regroupement pédagogique intercommunal.

## Personnalités liées à la commune
Selon les dires de certains habitants, un ancien général de guerre nommé Ryuma aurait eu un impact majeur sur le développement culturel et économique de la commune.